# (74133) 1998 QV71
(74133) 1998 QV71 – planetoida z pasa głównego asteroid okrążająca Słońce w ciągu 4,35 lat w średniej odległości 2,66 j.a. Odkryta 24 sierpnia 1998 roku.